# شهر قشنگ (مجموعه تلویزیونی)
شهر قشنگ سریالی در ژانر (طنز و اجتماعی) محصول شبکه جم به کارگردانی مهدی مظلومی و تهیه‌کنندگی سعید کریمیان است.

## کارگردان و نام فیلم
کارگردان این فیلم مهدی مظلومی است که پیش از این سریال طنز بدون شرح را در کارنامه دارد و فیلم مذکور در شبکه سه پخش شده است. در سریال بدون شرح روزنامه‌ای چاپ می‌کردند به نام شهر قشنگ که این‌بار عنوان فیلم جدیدش شده است که در شبکه جم فارسی پخش می‌شود.

## داستان فیلم
هتلی پنج ستاره واقع در آنتالیا «هتل کرملین» از روح‌افزا به اردشیر به ارث رسیده و وکیل عموی به ایشان پیشنهاد فروش هتل کرملین را داده است. اردشیر (هرمز سیرتی) و همسرش سودابه (بتسابه کاظمی) با وجود متوجه شدن، نبود مدیریت در اواخر باعث بی نظمی‌هایی در اداره هتل شده است. آنها تصمیم گرفتند زود تسلیم نشوند و سعی کنند این شرایط را تغییر داده و تصمیم عجولانه‌ای نگیرند. اردشیر از دخترش (پردیس افکاری) و دامادش (محمدنجفی)می‌خواهد که به آنتالیا بیایند و در کار هتل به او کمک کنند.
بی نظم‌ترین کارکنان کاراکتر ۳ک هستند: کاوه ازلی قضاسوزی (زانیار قاسمی) شخصیتی کرمانشاهی است. کیا کیهانی (مهران مؤذنی) شخصیتی دخترباز دارد و چمدان بر هتل است و عرشیا کرمی (مجید احمدی) همسر انیکا (ملیسا مهربان) آبدارچی هتل است. این سه تن بعدها به ۳ک مشهور می‌شوند.
کاوه عاشق نوهٔ اردشیر، بارانا (پردیس شهرابی) است که در هر قسمت می‌توانیم تلاش او را برای به دست آوردن بارانا و عروسی با او را ببینیم. اما تلاش‌های اون کارساز نیست چون بارانا عاشق پیشخوان هتل، کسری مقدم (کسری رئوفی) است.
در ان هنگام، شخصیت کلاهبرداری به نام کاووس دفتری (مرتضی عقیلی) وارد هتل می‌شود و خود را به جای یکی از هیئت مدیرها می‌زند. او پسرش کسری (کسری رئوفی) و نصرت (سحر بابایی) به عنوان جاسوس، در شغل پیشخوان داخل هتل می‌فرستد.
بیشتر ماجرا تمرکز بر شخصیت ۳ک است و هر بار رخدادهایی در این فیلم در جریان است که هر بار اتفاقی برای کارکنان آنجا می‌افتد.

## فهرست بازیگران
| هنرمند           | نقش                                           |
| ---------------- | --------------------------------------------- |
| مهران مؤذنی      | کیا کیهانی (چمدان بر)                         |
| زانیار قاسمی     | کاوه ازلی قضاسوزی (نظافت چی)                  |
| مجید احمدی       | عرشیا کرمی (آبدارچی)                          |
| بهارک صالح‌نیا    | مهرک اسدی (مدیر داخلی هتل)                    |
| هرمز سیرتی       | اردشیر روح‌افزا (رئیس و مالک هتل)              |
| مرتضی عقیلی      | کاووس دفتری (شریک و عضو هیئت مدیره)           |
| پردیس افکاری     | تهمینه روح‌افزا (عضو هیئت مدیره)               |
| محمد نجفی        | جمشید روح‌افزا (عضو هیئت مدیره)                |
| نوید دیوان       | بابک روح‌افزا (غریق نجات)                      |
| پردیس شهرابی     | بارانا روح‌افزا (نوهٔ صاحب هتل، دوست دختر کسری) |
| کسری رئوفی       | کسری مقدم (پیشخوان هتل)                       |
| ملیسا مهربان     | انیکا کاشف مویی (همسر عرشیا کرمی و آرایشگر)   |
| شیدا مرادی       | مریم (باغبان)                                 |
| ارژنگ درژنگ      | ارژنگ میرزایی (نگهبان)                        |
| سحر بابا         | نصرت (پیشخوان هتل)                            |
| پریسا وظیفه دوست | نقش‌های مختلف (وکیل کاووس دفتری) (فالگیر)      |
| مهسا مجرد        | سوسن (سر آشپز)                                |
| بتسابه کاظمی     | خانم سودابه روح‌افزا (همسر آقای روح‌افزا)       |
| سارا باهنر       | خاله تمنا (خالهٔ بارانا و بابک)                |
| هیراد حساس خواه  | کوهیار (الویس) (از قسمت ۱۴۱ تا ۱۴۸)           |
| صنم صالحی        | خانم کمالی (پیشخوان هتل)                      |